# Соловьёв, Михаил Александрович (футболист)
Михаи́л Алекса́ндрович Соловьёв (род. 7 апреля 1997, Москва, Россия) — российский футболист, полузащитник.

## Карьера
Воспитанник ЦСКА, выступал за молодёжный состав клуба. В январе 2016 года покинул клуб после истечения срока трудового договора и пополнил ряды «Соляриса». В сезоне 2017/18 защищал цвета «Армавира», в составе которого стал победителем Второй лиги в зоне «Юг». Летом 2018 года был арендован армянским клубом «Бананц». Дебютировал в местной Премьер-лиге 4 августа в матче против «Ширака» (0:0). В феврале 2019 года перешёл в «Машук-КМВ». Летом того же года подписал контракт с «Нефтехимиком». 1 августа 2020 года провёл единственный матч в составе клуба «СКА-Хабаровск» против «Алании» (4:2). Затем выступал за фарм-клуб хабаровского клуба.

## Достижения
- Победитель зоны «Юг» Второй лиги: 2017/18.